# Arbieto
Arbieto är en ort i Bolivia.   Den ligger i departementet Cochabamba, i den centrala delen av landet, 180 kilometer norr om huvudstaden Sucre. Arbieto ligger 2 708 meter över havet och antalet invånare är 1 803.
Terrängen runt Arbieto är kuperad åt nordväst, men åt sydost är den platt. Runt Arbieto är det ganska tätbefolkat, med 100 invånare per kvadratkilometer.. Närmaste större samhälle är Sacaba, 18,9 kilometer norr om Arbieto. 
Omgivningarna runt Arbieto är i huvudsak ett öppet busklandskap.